# Xu Mengtao
Xu Mengtao (徐夢桃; Jilin, 12 luglio 1990) è una sciatrice freestyle cinese, campionessa olimpica nei salti a Pechino 2022, vincitrice di un titolo mondiale nei salti e di una Coppa del Mondo.

## Biografia
Ha esordito in Coppa del Mondo il 9 dicembre 2006 a Beida Lake (7ª), ottenendo il primo podio il giorno seguente nella medesima località (3ª) e la prima vittoria il 14 febbraio 2009 a Mosca.
In carriera ha partecipato a tre edizioni dei Giochi olimpici invernali, Vancouver 2010 (6ª nei salti), Soči 2014 (2ª nei salti), Pyeongchang 2018 (9ª nei salti) e Pechino 2022 (1ª nei salti e 2ª nei salti a squadre), e a sette dei Campionati mondiali, vincendo otto medaglie.

## Palmarès

### Olimpiadi
- 3 medaglie:
  - 1 oro (salti a Pechino 2022)
  - 2 argenti (salti a Soči 2014; salti a squadre a Pechino 2022)

### Mondiali
- 8 medaglie:
  - 1 oro (salti a Voss 2013)
  - 4 argenti (salti a Inawashiro 2009; salti a Deer Valley 2011; salti a squadre a Park City 2019; salti a Engadina 2025)
  - 3 bronzi (salti a Kreischberg 2015; salti a Sierra Nevada 2017; salti a Park City 2019)

### Mondiali juniores
- 1 medaglia:
  - 1 oro (salti ad Airolo 2007)

### Coppa del Mondo
- Vincitrice della Coppa del Mondo di freestyle nel 2013
- Vincitrice della Coppa del Mondo di salti nel 2012, nel 2013, nel 2017, nel 2018, nel 2019 e nel 2022
- 54 podi:
  - 29 vittorie
  - 14 secondi posti
  - 11 terzi posti

#### Coppa del Mondo - vittorie
| Data             | Luogo                 | Paese         | Disciplina |
| ---------------- | --------------------- | ------------- | ---------- |
| 14 febbraio 2009 | Mosca                 | Russia        | AE         |
| 20 dicembre 2009 | Changchun             | Cina          | AE         |
| 19 dicembre 2010 | Beidahu               | Cina          | AE         |
| 16 gennaio 2011  | Mont Gabriel          | Canada        | AE         |
| 20 gennaio 2012  | Lake Placid           | Stati Uniti   | AE         |
| 21 gennaio 2012  | Lake Placid           | Stati Uniti   | AE         |
| 29 gennaio 2012  | Calgary               | Canada        | AE         |
| 3 febbraio 2012  | Deer Valley           | Stati Uniti   | AE         |
| 17 marzo 2012    | Myrkdalen-Voss        | Norvegia      | AE         |
| 5 gennaio 2013   | Changchun             | Cina          | AE         |
| 12 gennaio 2013  | Val Saint-Côme        | Canada        | AE         |
| 18 gennaio 2013  | Lake Placid           | Stati Uniti   | AE         |
| 1º febbraio 2013 | Deer Valley           | Stati Uniti   | AE         |
| 17 febbraio 2013 | Soči                  | Russia        | AE         |
| 20 dicembre 2014 | Pechino               | Cina          | AE         |
| 21 dicembre 2014 | Pechino               | Cina          | AE         |
| 17 dicembre 2016 | Beida Lake            | Cina          | AE         |
| 10 febbraio 2017 | Pyeongchang           | Corea del Sud | AE         |
| 12 gennaio 2018  | Deer Valley           | Stati Uniti   | AE         |
| 20 gennaio 2018  | Lake Placid           | Stati Uniti   | AE         |
| 19 gennaio 2019  | Lake Placid           | Stati Uniti   | AE         |
| 23 febbraio 2019 | Minsk                 | Bielorussia   | AE         |
| 3 marzo 2019     | Shimao Lotus Mountain | Cina          | AE         |
| 21 dicembre 2019 | Shimao Lotus Mountain | Cina          | AE         |
| 22 dicembre 2019 | Shimao Lotus Mountain | Cina          | AE         |
| 3 dicembre 2021  | Ruka                  | Finlandia     | AE         |
| 5 gennaio 2022   | Le Relais             | Canada        | AE         |
| 18 gennaio 2025  | Lake Placid           | Stati Uniti   | AE         |
| 23 febbraio 2025 | Beidahu               | Cina          | AE         |

Legenda:

AE = Salti